# 母雞帶小鴨
《母雞帶小鴨》為中華電視公司單元劇，民心影視製作，製作人為王小棣、盧非易，於1992年2月23日至1993年2月21日每週六至週日晚上七點半於華視播出。本劇也和之前的《全家福》(1989年)、《佳家福》(1990年)、之後的《納桑麻谷我的家》(1994年) 並稱為當時華視的「家庭四部曲」，以文英飾演的房東「江媽媽」貫穿全系列。而許傑輝、蔡燦得雖然亦皆有參與演出，但是角色完全不同。

## 故事內容
一個外表嚴厲、內心慈祥的房東江媽媽，因兒女長大成人均不在身邊，乃將空屋出租給學生們。來自台灣中南部的幾個孩子，因性格及家庭背景不同，各有問題存在，在江媽媽循循善誘下，發生一連串溫馨的故事……。

## 角色
| 角色名稱 | 演員           | 角色介紹                                                                       |
| -------- | -------------- | ------------------------------------------------------------------------------ |
| 江媽媽   | 文英           | 房東太太，因兒女皆不在身邊，因為梁志朋的關係，決定將家中的空房間出租。         |
| 李芷文   | 夏玲玲         | 房客，帶著兒子承租江媽媽的房子。                                               |
| 阿娟     | 楊貴媚         | 江媽媽的女兒。                                                                 |
| 阿雄     | 鄧安寧         | 江媽媽的女婿。                                                                 |
| 高明輝   | 許傑輝         | 房客，立志上建中的重考生。                                                     |
| 汪慧倫   | 陸元琪         | 房客，就讀北一女中的女學生。                                                   |
| 梁志朋   | 蘇有朋         | 房客，與父親關係不好而離家的少年中輟生，四處找工作，最後父親請家庭教師在家上課 |
| 蘇可中   | 施易男         | 房客，就讀復興商工的學生。                                                     |
| 陳漢榮   |                | 房客，就讀協和工商的學生，愛調皮搗蛋。                                         |
| 李素馨   | 范惠君         | 房客，就讀育達商職的學生，半工半讀。                                           |
| 郭耀華   | 范溢榮         | 房客，就讀實踐家專的學生，從馬來西亞來台灣念書。                               |
| 林美燦   | 蔡燦得         | 房客，從嘉義來台北打拼的女孩，在美容院工作。                                   |
| 阿勝     | 葉景睿         | 鄰居吳太太的兒子。                                                             |
| 小草菇   | 席敬倫         | 高明輝的弟弟。                                                                 |
| 張珍珍   | 賈靜雯（客串） | 高明輝的補習班同學。                                                           |
|          | 劉畊宏         | 建中學生，誤以為高明輝是建中學長                                               |
|          | 馬維欣         |                                                                                |
|          | 王滿嬌         | 江媽媽的朋友。                                                                 |
| 朋父     | 文帥           | 買房的經理 以前是打棒球冠軍 是梁志朋的爸爸 外表像嚴格父親                      |
|          | 劉方英         |                                                                                |